# Liste de ponts de Saint-Pétersbourg

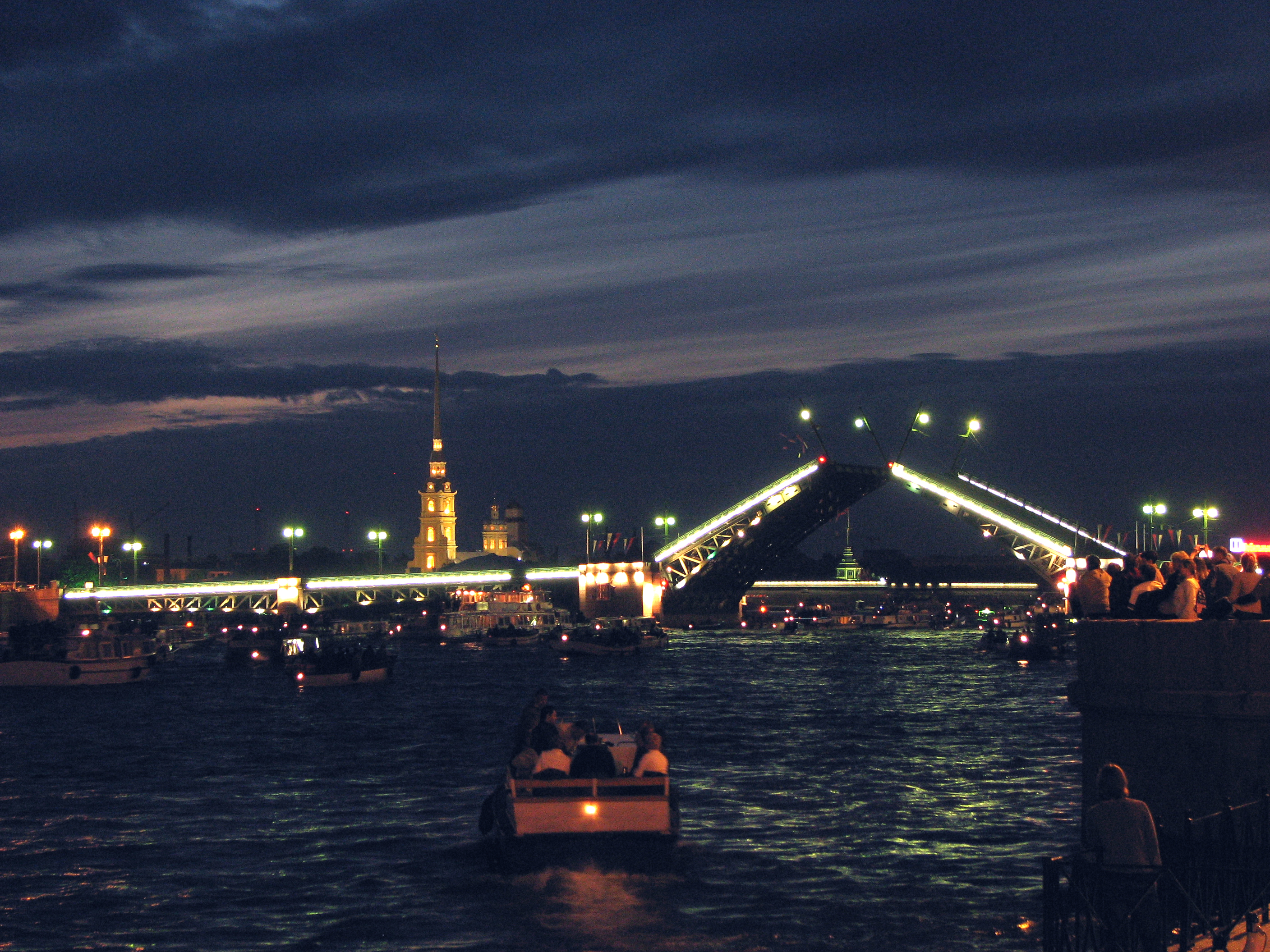
Le pont du Palais, une vue emblématique de Saint-Pétersbourg

Il y a plus de 400 ponts dans les limites de la ville de Saint-Pétersbourg, en Russie. Ceci est une liste partielle des plus célèbres.

## Présentation
Pierre le Grand concevait la ville comme une autre Amsterdam et Venise, avec des canaux au lieu  de rues et des citoyens habiles à naviguer. Initialement, il n'y avait qu'une dizaine de ponts construits dans la ville, principalement à travers des fossés et des ruisseaux mineurs. Selon les plans de Pierre, pendant les mois d'été, les citoyens étaient censés se déplacer en bateaux et pendant les mois d'hiver, lorsque l'eau gelait, se déplacer en traîneaux. Cependant, après la mort de Pierre, de nouveaux ponts ont été construits, car c'était un moyen de transport beaucoup plus facile. Des ponts flottants temporaires ont été utilisés en été. Le premier pont permanent de briques et de pierres sur le bras principal de la Neva est apparu en 1850.
Aujourd'hui, il existe plus de 342 ponts sur des canaux et des rivières, de différentes tailles, styles et constructions, construits à différentes périodes. Certains sont de petits ponts piétonniers, tels le pont de la Banque et le pont aux Lions, d'autres sont d'énormes artères de transport telles que le pont Alexandre Nevski de près d'un kilomètre de long. Il y a environ 800 petits ponts traversant des centaines de petits étangs et lacs dans des parcs et jardins publics, et plus de 100 ponts dans divers ports, marinas, clubs nautiques et industries privées. Le nombre total de ponts à Saint-Pétersbourg dépasse le millier. Le pont Bleu de près de 100 mètres de large, prétendu être le plus large du monde, enjambe la rivière Moïka. Il existe des ponts conçus dans divers styles avec des décorations telles que des statues, des lampes, des lions, des chevaux, des sphinx et des griffons, et d'autres de style moderne sans aucun décor. Grâce au réseau complexe de canaux, Saint-Pétersbourg est souvent appelée la « Venise du Nord », un nom poétique populaire pour la capitale du nord.
Les noms des ponts sont également d'une grande diversité. Certains tirent leurs noms d'emplacements géographiques - tels que les ponts anglais, italien et égyptien. D'autres noms font référence à des lieux tels que le pont de la Poste, le pont du théâtre et les ponts de la Banque. De nombreux ponts portent le nom de personnes célèbres - Alexandre Nevski, Pierre le Grand, Lomonossov. Il existe des ponts « colorés » — ponts rouge, vert, bleu et jaune.
Une vue familière de Saint-Pétersbourg est un pont-levant dressé sur la Neva. Chaque nuit pendant la période de navigation d'avril à novembre, 22 ponts traversant la Neva et les principaux canaux sont levés pour permettre aux navires d'entrer et de sortir de la mer Baltique dans le système de voies navigables Volga-Baltique. Un horaire calculé avec des heures précises d'ouverture et de fermeture consécutives pour chaque pont est maintenu pour garantir le passage des cargos et des pétroliers à une vitesse contrôlée avec précision, afin d'avoir au moins un pont à la fois restant connecté pour assurer le passage des pompiers, policiers, ambulances et autres transports terrestres.

## Chiffres
- Il y a 342 ponts à l'intérieur des limites de la ville, 5 à Kronstadt, 54 à Tsarskoïe Selo, 51 à Peterhof, 16 à Pavlovsk et 7 à Oranienbaum.
- La longueur totale de tous les ponts de la ville est d'environ 16 kilomètres.
- 22 sont des ponts-levants.
- Le pont le plus long est le grand pont Obukhovsky sur la rivière Neva avec 2824 mètres.
- Le pont le plus large est le pont bleu sur la rivière Moïka (97 mètres), qui est également présenté comme étant le pont le plus large du monde par certaines sources [1].

## Ponts sur laNevaet laGrande Neva
Les ponts sont numérotés en aval, avec des initiales pour déterminer quel défluent ils traversent .
| Non.  | Nom                          | Franchit        | Horaires d'ouverture du pont-levis |
| ----- | ---------------------------- | --------------- | ---------------------------------- |
| 1     | Grand pont Obukhovsky        | Rivière Neva    | N / A                              |
| 2     | Pont Volodarski              | Rivière Neva    | (2h00-15h45, 16h15-5h45)           |
| 3     | Pont ferroviaire de Finlande | Rivière Neva    | (2:20-5:30)                        |
| 4     | Pont Alexandre Nevski        | Rivière Neva    | (2:20-5:10)                        |
| 5     | Pont Bolcheokhtinsky         | Rivière Neva    | (2h00 à 17h00)                     |
| 6     | Pont Liteïny                 | Rivière Neva    | (1:40-4:45)                        |
| 7     | Pont de la Trinité           | Rivière Neva    | (1:20-4:50)                        |
| 8B    | Pont du Palais               | Grande Neva     | (1:10-2:50, 3:10-4:55)             |
| 9B    | Pont de l'Annonciation       | Grande Neva     | (1:25-2:45, 3:10-5:00)             |
| 8M    | Pont de la Bourse            | Petite Neva     | (2:00-4:55)                        |
| 9M    | Pont Toutchkov               | Moyenne Neva    | (2:00-2:55, 3:35-4:55)             |
| 7K    | Pont Saint-Samson            | Grande Nevka    | (demande préliminaire 13h30-16h30) |
| 8K    | Pont des Grenadiers          | Grande Nevka    | (demande préliminaire 13h30-16h30) |
| 9K    | Pont Kantemirovsky           | Grande Nevka    | (demande préliminaire 13h30-16h30) |
| 10 Ko | Pont Ouchakov                | Grande Nevka    |                                    |
| 11 Ko | Troisième pont Elagin        | Grande Nevka    |                                    |
| 10KS  | Premier pont Elagin          | Moyenne Nevka   |                                    |
| 11KS  | Deuxième pont Elagin         | Srednyaya Nevka |                                    |
| 10KM  | Pont Kamennoostrovski        | Petite Nevka    |                                    |
| 11KM  | Pont Bolchoï Krestovski      | Petite Nevka    |                                    |
| 12KM  | Pont Lazarev                 | Petite Nevka    |                                    |
| 13KM  | Pont Bolchoï Petrovsky       | Petite Nevka    |                                    |

## Ponts sur lecanal Griboïedov

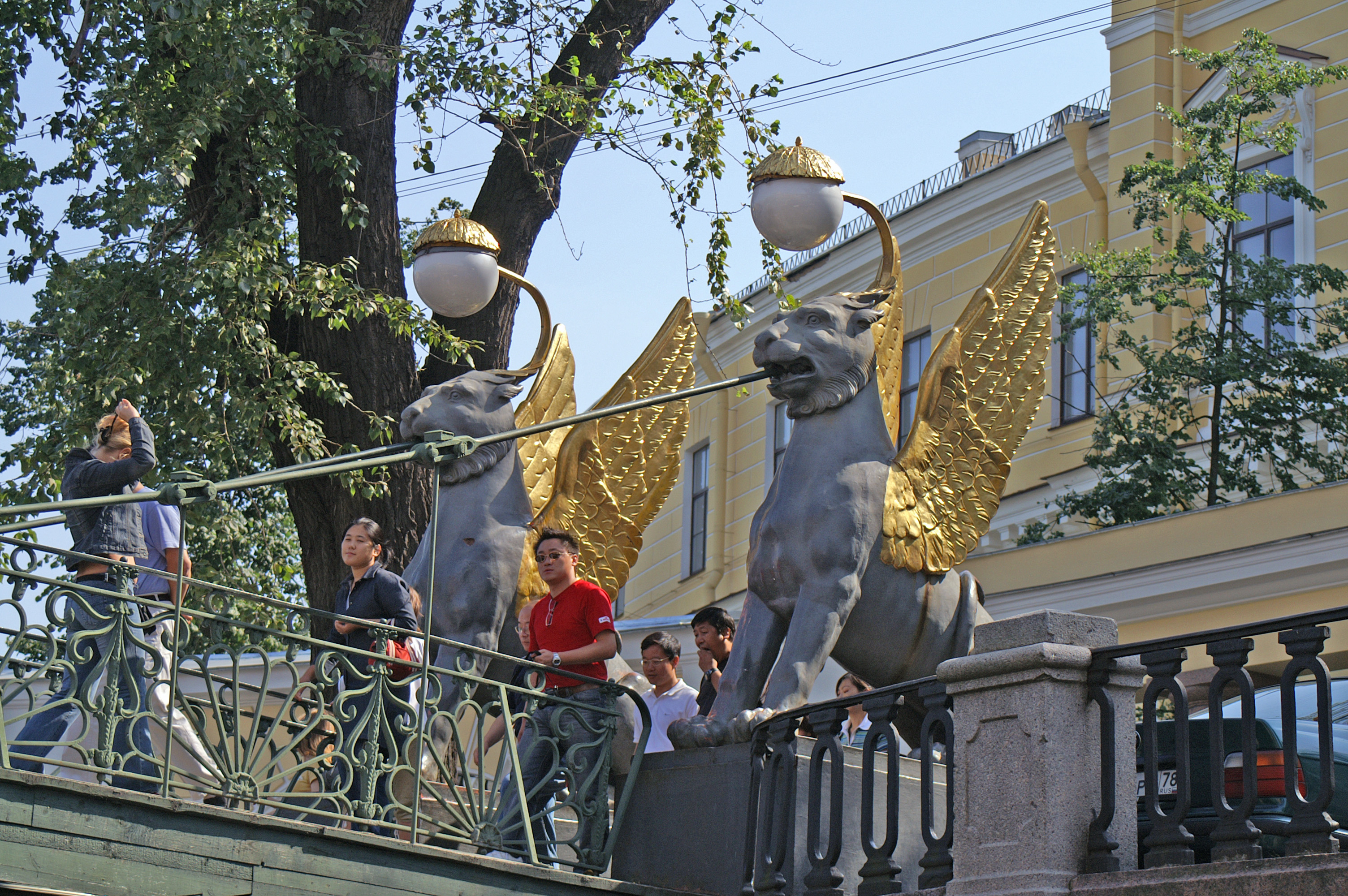
Statues de griffon sur le pont de la Banque

- Pont du Théâtre
- Pont des Nouvelles Écuries
- Pont Italien
- Pont de Kazan
- Pont de la Banque
- Pont de Farine
- Pont de pierre
- Pont Demidov
- Pont au Foin
- Pont Kokouchkine
- Pont Voznesensky
- Pont Podyachensky
- Pont aux Lions
- Pont Kharlamov
- Pont Novo-Nikolsky
- Pont Krasnogvardeysky
- Pont Pikalov
- Pont de Moguilev
- Pont d'Alarchin
- Pont Kolomenski
- Pont Malo-Kalinkine

## Ponts sur larivière Fontanka

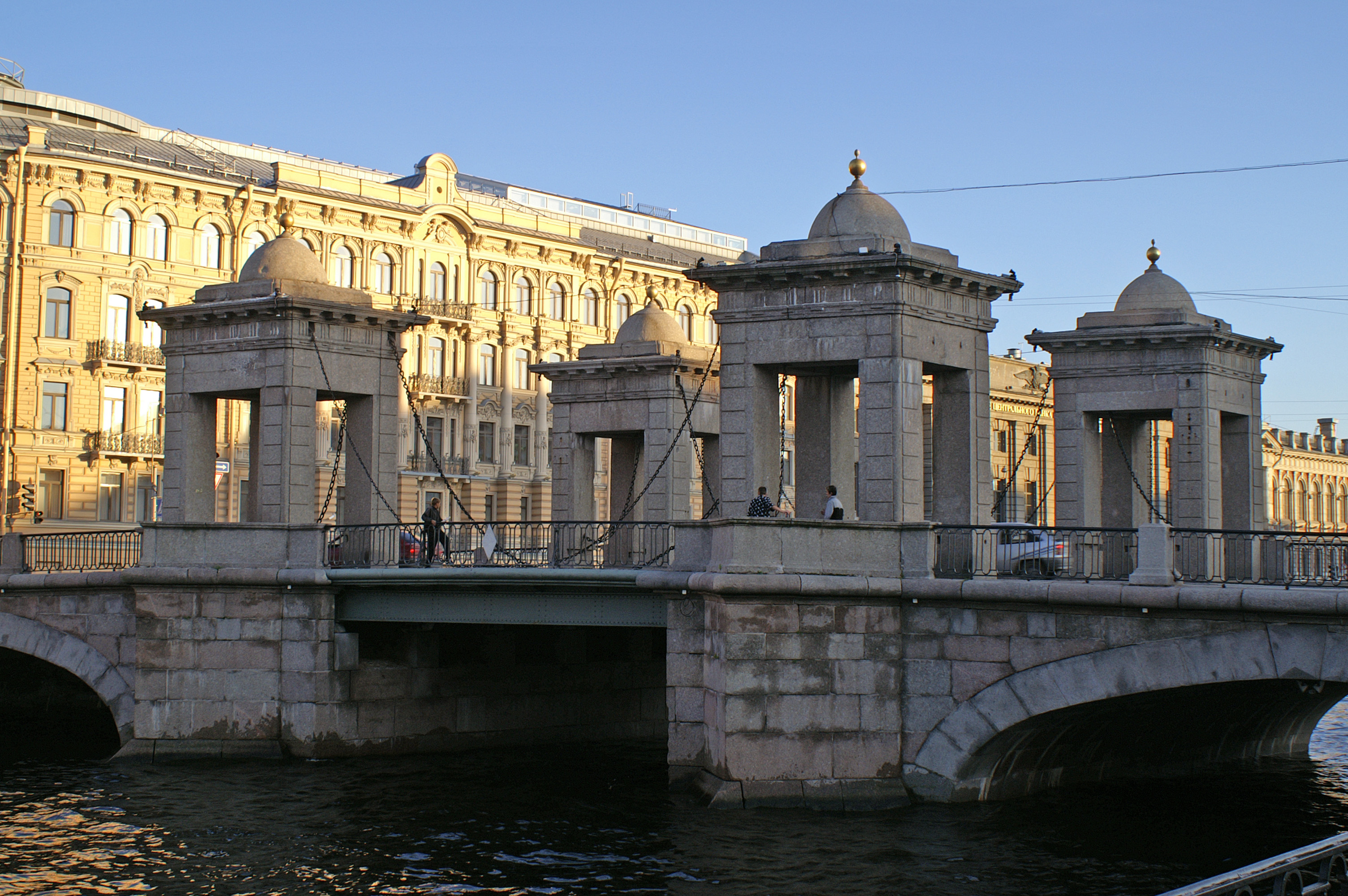
Pont Lomonossov

- Pont de Prachetchny
- Pont Panteleïmon
- Pont Belinsky
- Pont Anitchkov
- Pont Lomonossov
- Pont Letouchkov
- Pont Semenovsky
- Pont Gorstkine
- Pont Oboukhov
- Pont Izmaïlovski
- Pont Krasnoarmeïski
- Pont Égyptien
- Pont Anglais
- Pont Staro-Kalinkine
- Pont de la Galerie

## Ponts sur larivière Moïka
- Premier pont des Ingénieurs
- Premier pont Sadovy
- Deuxième pont Sadovy

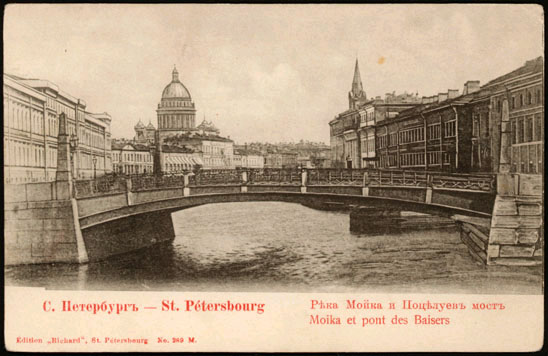
Pont des Baisers

- Pont Malo-Koniouchenny (Pont des Moyennes Ecuries)
- Pont Bolchoï-Koniouchenny (Pont des Grandes Ecuries)
- Pont Pevtcheski
- Pont Vert
- Pont Rouge
- Pont Bleu
- Pont de Fonarny
- Pont de la Poste
- Pont des Baisers
- Pont Krasnoflotsky
- Pont Hrapovitsky
- Pont de Korabelny

## Ponts sur lecanal d'Hiver
- Pont de l'Ermitage
- Premier pont d'Hiver
- Deuxième pont d'Hiver

## Ponts sur lecanal Krioukov
- Pont de Smejny
- Pont Staro-Nikolsky
- Pont Kachine
- Pont Torgovy
- Pont des Décabristes
- Pont Matveevsky

## Ponts sur lecanal Obvodny

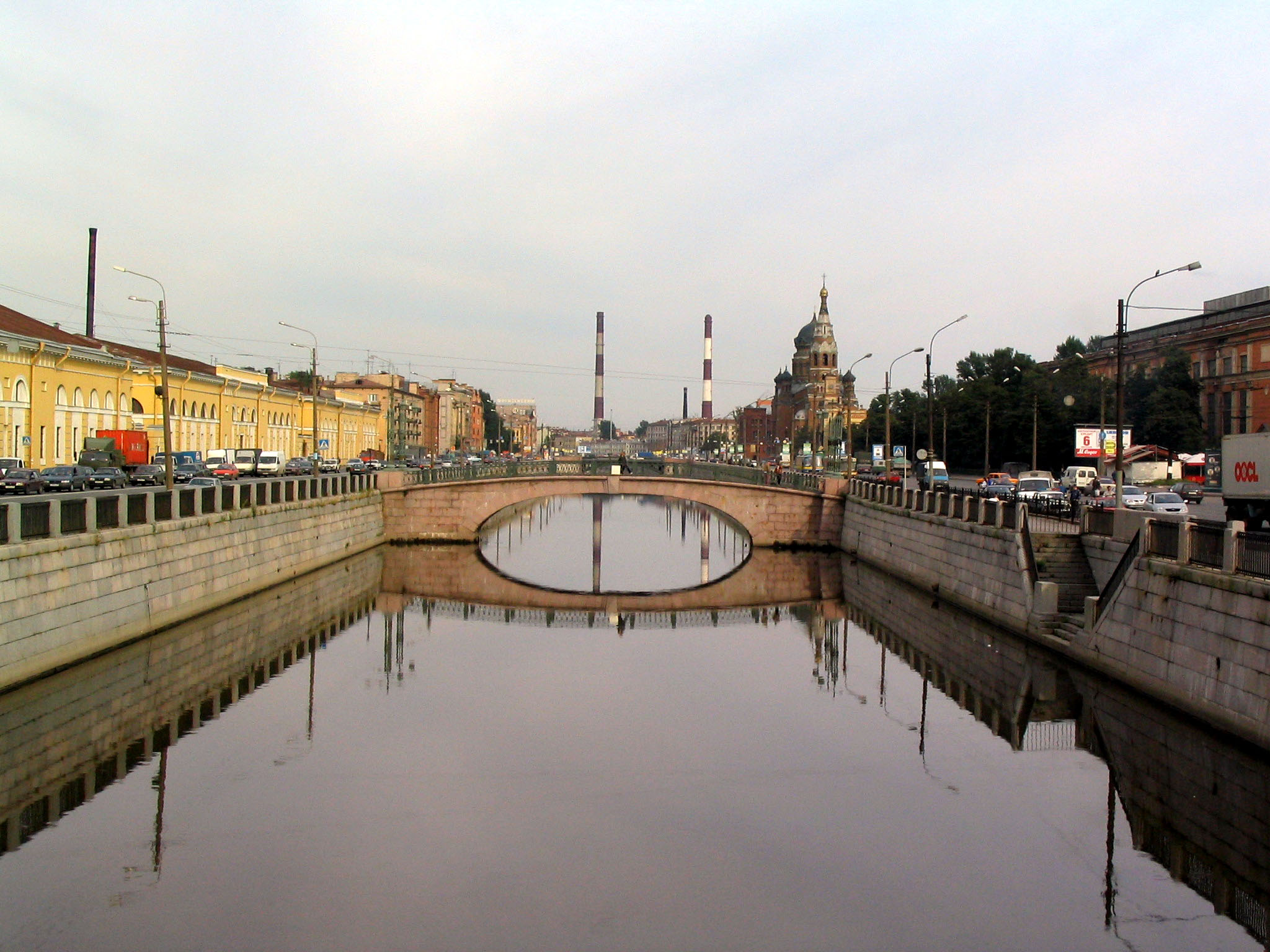
Pont de la Baltique sur le canal Obvodny

- Pont de Shlissbourg
- Pont Atamanski
- Pont ferroviaire Nikolaevsky
- Pont Predtechny
- Pont Novo-Kamenniy
- Pont Borovoy
- Pont d'Ippodromny
- Pont ferroviaire Tsarskoselski
- Pont Ruzovski
- Pont Mojaïski
- Pont de Gazovy
- Pont de Maslyny
- Pont Novo-Moskovky
- Pont de Varsovie
- Pont de la Baltique
- Pont Novo-Peterofsky
- Pont Krasnooktyabrsky
- Pont Tarakanovsky
- Pont Borisov
- Pont Novo-Kalinkin
- Pont Stépan Razin

## Ponts sur larivière Okhta
- Pont Armachevsky
- Pont Bolchoï Ilinsky
- Pont industriel
- Pont Irinovsky
- Pont Komarovsky
- Pont Malochtinsky
- Pont Obyezdnoy
- Pont d'Outkine
- Pont Chaoumïana

## Ponts sur la rivière Okkervil
- Pont d'Outkine
- Pont Zanevsky
- Pont Yablonovski
- Pont Rossijsky
- Pont Kollontay
- Pont Podvoisky
- Pont Tovarischesky
- Pont Dybenko

## Ponts sur larivière Smolenka
- Pont Ouralski
- Pont Smolenski
- Pont de Nalichny
- Pont des constructeurs navals

## Ponts sur lecanal des Cygnes
- Pont supérieur des cygnes
- Pont inférieur des cygnes

## Galerie d'images

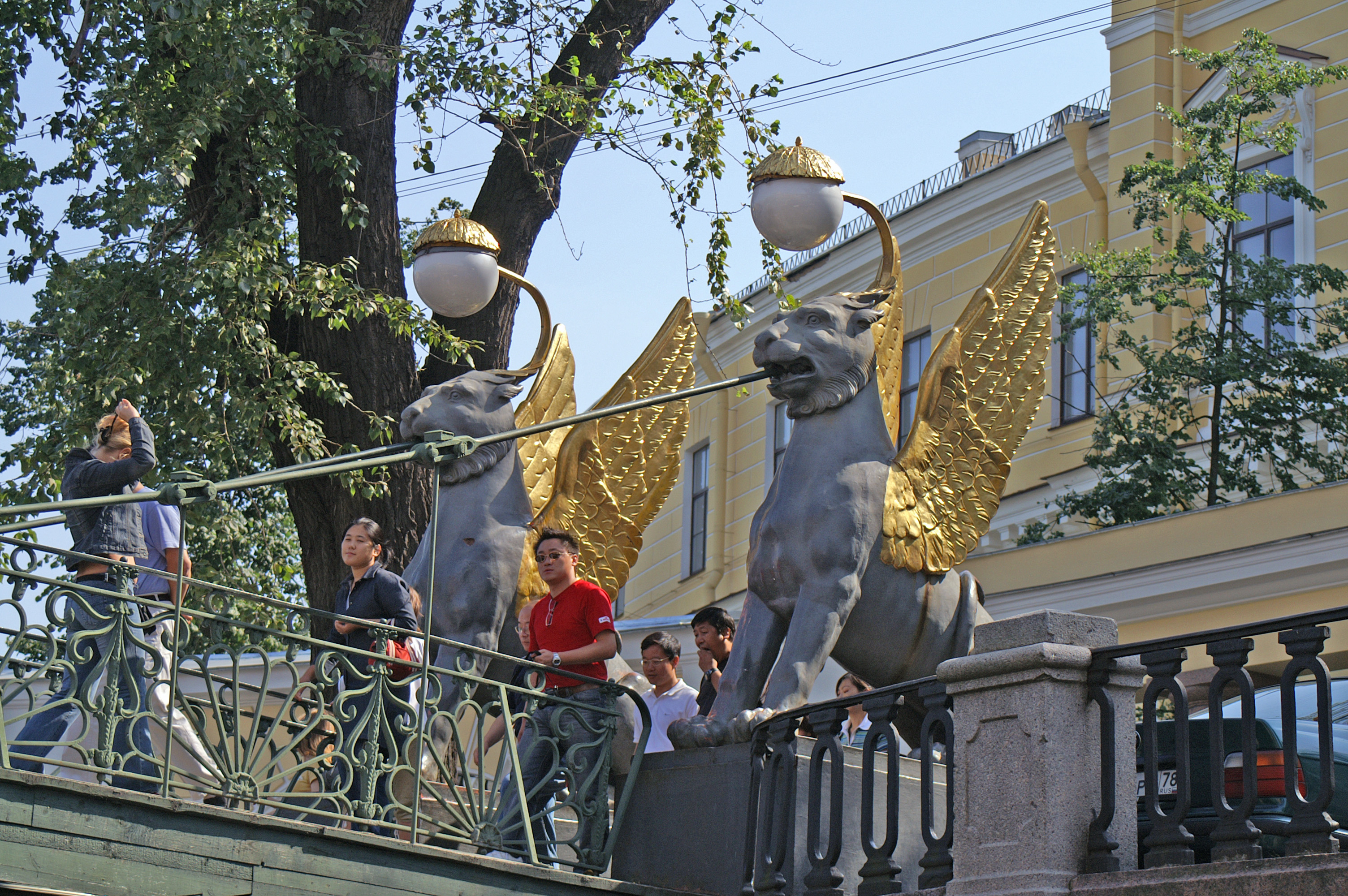
Statues de griffon sur le Pont de la Banque
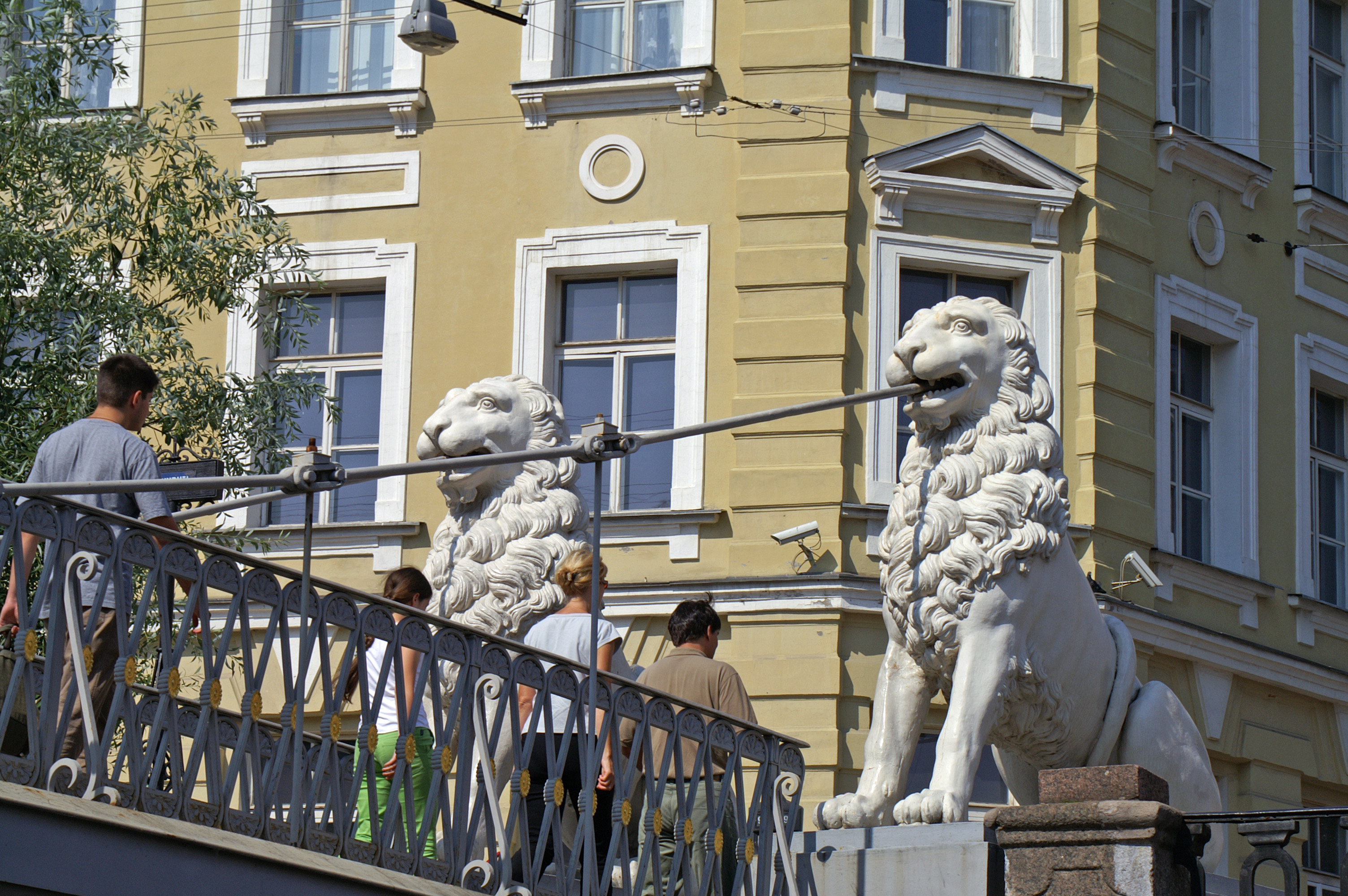
Lions sur le Pont aux Lions
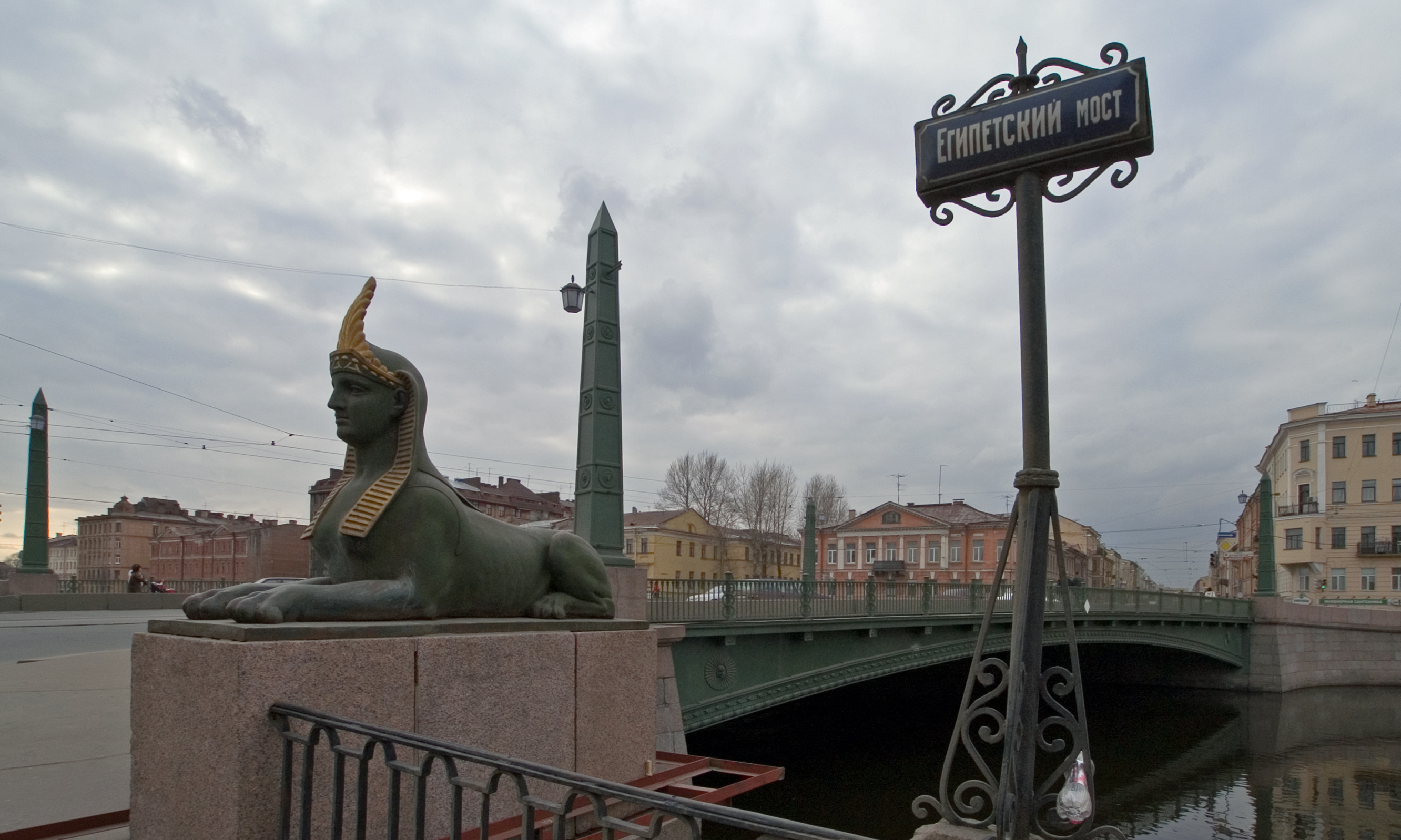
Sphinx sur le Pont égyptien
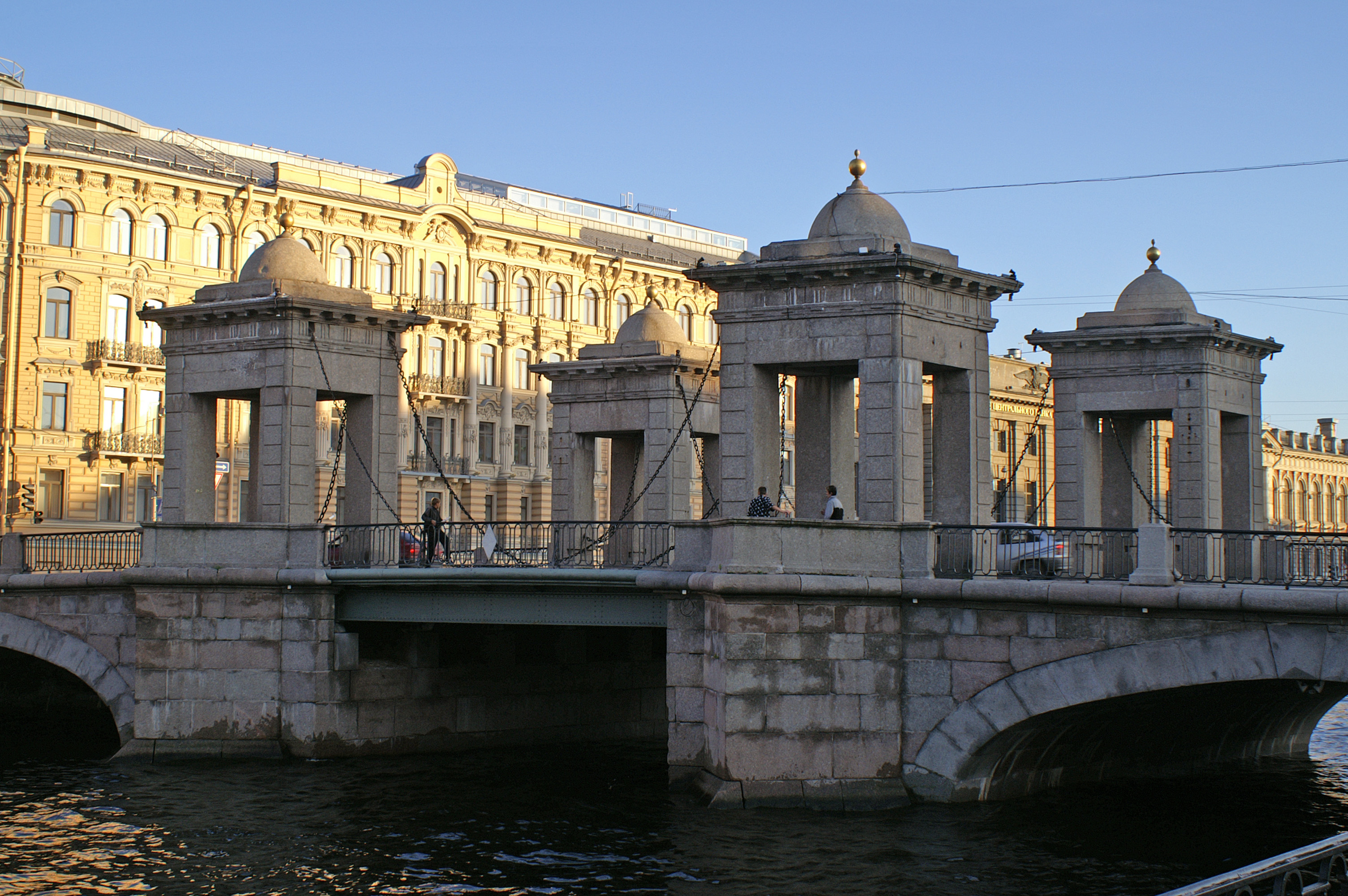
Tours sur le Pont Lomonossov
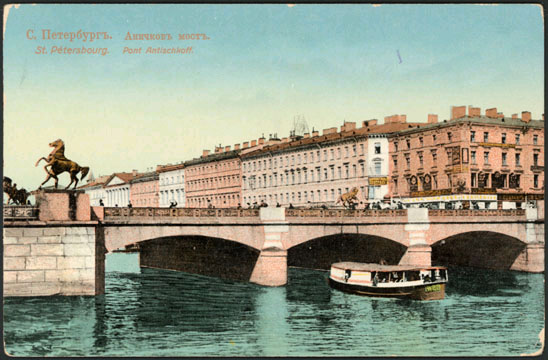
Dompteurs de chevaux sur le Pont Anitchkov
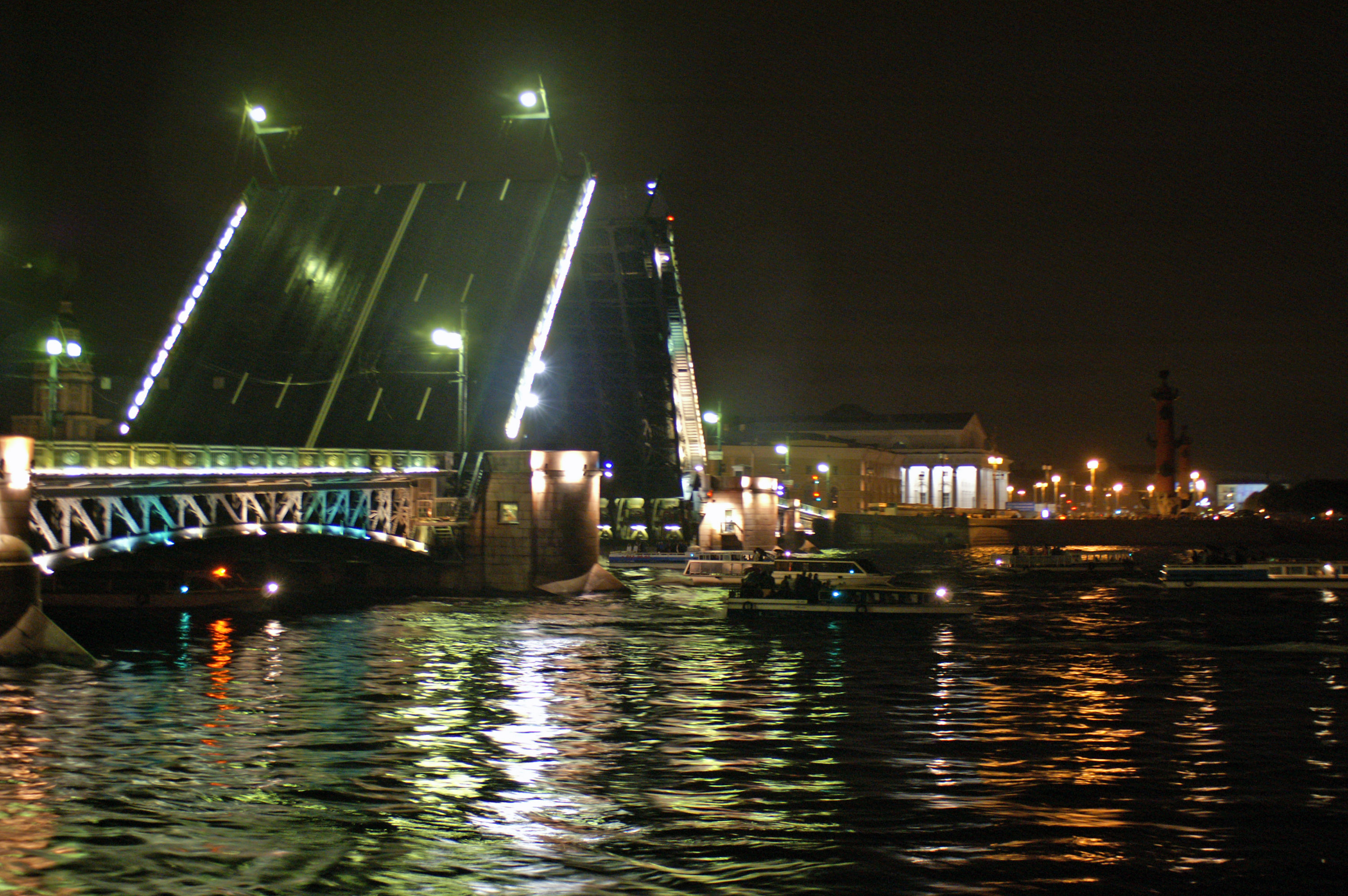
Pont du Palais levé la nuit
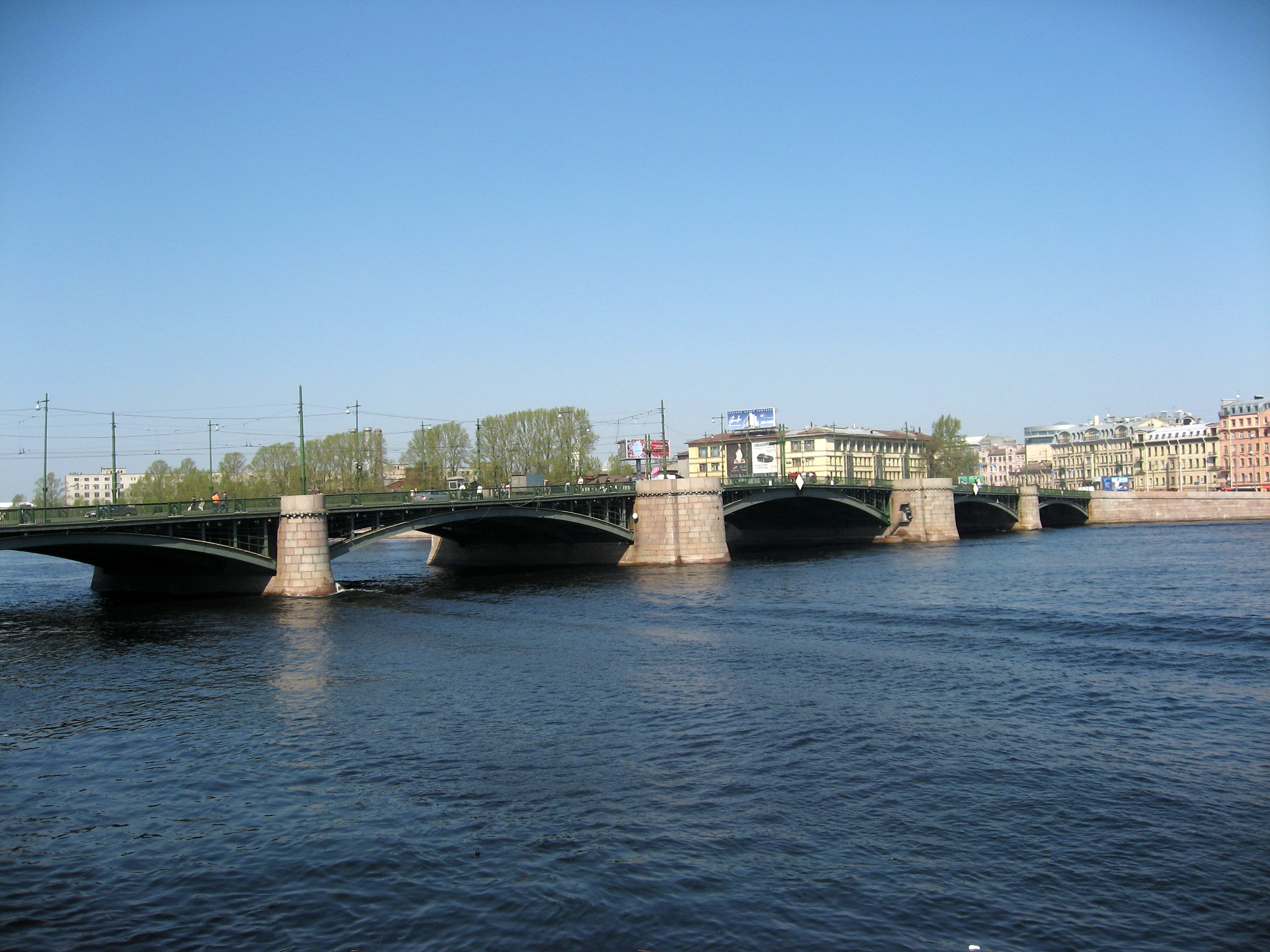
Pont de la Bourse

## Voir également
Hormis les ponts, à Saint-Pétersbourg il existe d'autres types de traversées :
Tunnels
- Tunnel d'Orlovski
- Tunnel de Kanonersky

Ferries
- Ligne de ferry ferroviaire